# Plexippoides zhangi
Plexippoides zhangi är en spindelart som beskrevs av Peng X., Yin C., Yan H. 1998. Plexippoides zhangi ingår i släktet Plexippoides och familjen hoppspindlar. Inga underarter finns listade i Catalogue of Life.